# Алілуя (фільм, 2014)
«Алілуя» (фр. Alleluia) — франко-бельгійський фільм-трилер 2014 року, поставлений режисером Фабрісом Дю Вельцем.
Прем'єрний показ стрічки відбувся 22 травня 2014 року в рамках Двотижневика режисерів на 67-му Каннському міжнародному кінофестивалі. Фільм номіновано у 8-ми категоріях на отримання у 2016 році бельгійської національної кінопремії «Магрітт», зокрема за найкращу режисерську роботу Фабріса Дю Вельца .

## Сюжет
Глорія (Лола Дуеньяс) вирішує залишити чоловіка і тікає з двома дітьми, щоб почати нове життя. Через сайт знайомств вона знайомиться з чоловіком своєї мрії Мішелем (Лоран Люка). Був прекрасний вечір в ресторані і доволі бурхлива ніч; усе настільки бездоганно, що на ранок вразлива Глорія вже не може уявити своє життя без Мішеля. Але вона дізнається, що Мішель — професійний жиголо, який знайомиться з багатими вдовами і живе за їхній рахунок. Але пристрасть вже повністю оволоділа Глорією: щоб не розлучатися з Мішелем, вона стає вірною компаньйонкою Мішеля і, вдаючи його сестру, допомагає йому в усіх його починаннях. Проте, патологічні ревнощі не дають Глорії зосередитися на цій справі і це незабаром приводить до вбивств…

## У ролях
| Лола Дуеньяс    | ···· | Глорія        |
| Лоран Люка      | ···· | Мішель        |
| Елена Ногуерра  | ···· | Соланж        |
| Едіт Ле Мерді   | ···· | Маргаритка    |
| Енн-Марі Луп    | ···· | Габріела      |
| Пілі Груан      | ···· | Єва           |
| Стефан Біссо    | ···· | Мадлен        |
| Соренца Молліка | ···· | Монік         |
| Хелена Ногерра  | ···· | Солендж       |
| Давид Муржіа    | ···· | панотець Луїс |

## Визнання
| Нагороди та номінації фільму «Алілуя» | Нагороди та номінації фільму «Алілуя» | Нагороди та номінації фільму «Алілуя» | Нагороди та номінації фільму «Алілуя»                     | Нагороди та номінації фільму «Алілуя» | Нагороди та номінації фільму «Алілуя» |
| Рік                                   | Кінофестиваль/кінопремія              | Категорія/нагорода                    | Номінант                                                  | Результат                             |                                       |
| ------------------------------------- | ------------------------------------- | ------------------------------------- | --------------------------------------------------------- | ------------------------------------- | ------------------------------------- |
| 2014                                  | Austin Fantastic Fest                 | Найкращий фільм                       | Алілуя                                                    | Перемога                              |                                       |
| 2014                                  | Austin Fantastic Fest                 | Найкращий режисер                     | Фабріс Дю Вельц                                           | Перемога                              |                                       |
| 2014                                  | Austin Fantastic Fest                 | Найкраща акторка                      | Лола Дуеньяс                                              | Перемога                              |                                       |
| 2014                                  | Austin Fantastic Fest                 | Найкращий актор                       | Лоран Люка                                                | Перемога                              |                                       |
| 2015                                  | Нешвільський кінофестиваль            | Гран-прі журі                         | Фабріс Дю Вельц                                           | Перемога                              |                                       |
| 2016                                  | Премія Магрітт                        | Найкращий режисер                     | Фабріс Дю Вельц                                           | Номінація                             |                                       |
| 2016                                  | Премія Магрітт                        | Найкраща акторка другого плану        | Елена Ногуерра                                            | Номінація                             |                                       |
| 2016                                  | Премія Магрітт                        | Найкращий сценарій                    | Фабріс Дю Вельц та Венсан Тав'є                           | Номінація                             |                                       |
| 2016                                  | Премія Магрітт                        | Найкращий оператор                    | Мануель Дакоссе                                           | Перемога                              |                                       |
| 2016                                  | Премія Магрітт                        | Найкращий декорації                   | Еммануель де Мелемеєстер                                  | Перемога                              |                                       |
| 2016                                  | Премія Магрітт                        | Найкраща оригінальна музика до фільму | Венсан Каай                                               | Номінація                             |                                       |
| 2016                                  | Премія Магрітт                        | Найкращий звук                        | Еммануель де Боссю, Фредерік Меєрт, Людовік Ван Пахтербек | Перемога                              |                                       |
| 2016                                  | Премія Магрітт                        | Найкращий монтаж                      | Анн-Лор Ґіґо                                              | Перемога                              |                                       |